# 埃亚菲亚德拉冰盖
埃亚菲亚德拉冰盖（發音：[ˈeiːjaˌfjatl̥aˌjœːkʏtl̥] ⓘ，意为“在似島嶼的山上的冰河”）是冰岛南部的一座冰川，是冰岛的第五大冰川，位于另一更大的冰川米达尔斯冰原的西侧。在其冰川的冰盖下覆盖了一座1666米高的火山，这座火山自冰河时期起就频繁喷发。该火山在2010年的3月20日和4月15日曾两度喷发，其中4月的喷发对欧洲的空中交通造成了严重的影响。在2010年之前该火山曾于1821年至1823年之间喷发，更早先的喷发则记载于1612年和920年。火山口的直径约为3至4公里，而冰川覆盖的面积则广达100平方公里。

## 1821年至1823年的喷发
在1821年至1823年期间的这次火山喷发规模并不大，但是仍然造成了一些损失。这主要是由于火山灰里含有大量的氟，会对人类和家畜的骨骼结构产生负面影响。
火山的该次喷发始于1821年12月19日至20日，并在之后的几天持续有爆炸性的喷发，其火山灰主要对火山的南侧和西侧造成影响。在此之后，火山喷发进入了一个相对稳定的时期。直到1822年6月，火山再次开始了长达2个月的一系列喷发，产生了相当高的喷发柱并使得火山灰覆盖了包括西南的塞尔蒂亚纳半岛和冰岛最北端。在1822年8月至12月间，火山再次进入了平静，但是周边地区的农场发生了牛羊死亡的状况，并后来被鉴定为氟中毒。此外，火山喷发还产生了一些冰川流冰。1823年，一些在埃亚菲亚德拉冰盖登山观察火山口的人在破火山口附近发现了断裂现象。在同年春天的卡特拉火山的爆发中，人们也观察到埃亚菲亚德拉冰盖的火山口喷发出蒸汽柱。
这一系列火山喷发的火山灰散落在冰岛南部的各处，颜色呈暗灰色，小颗粒和中型的岩石含有68─70%的二氧化硅（SiO2）。

## 2010年的喷发

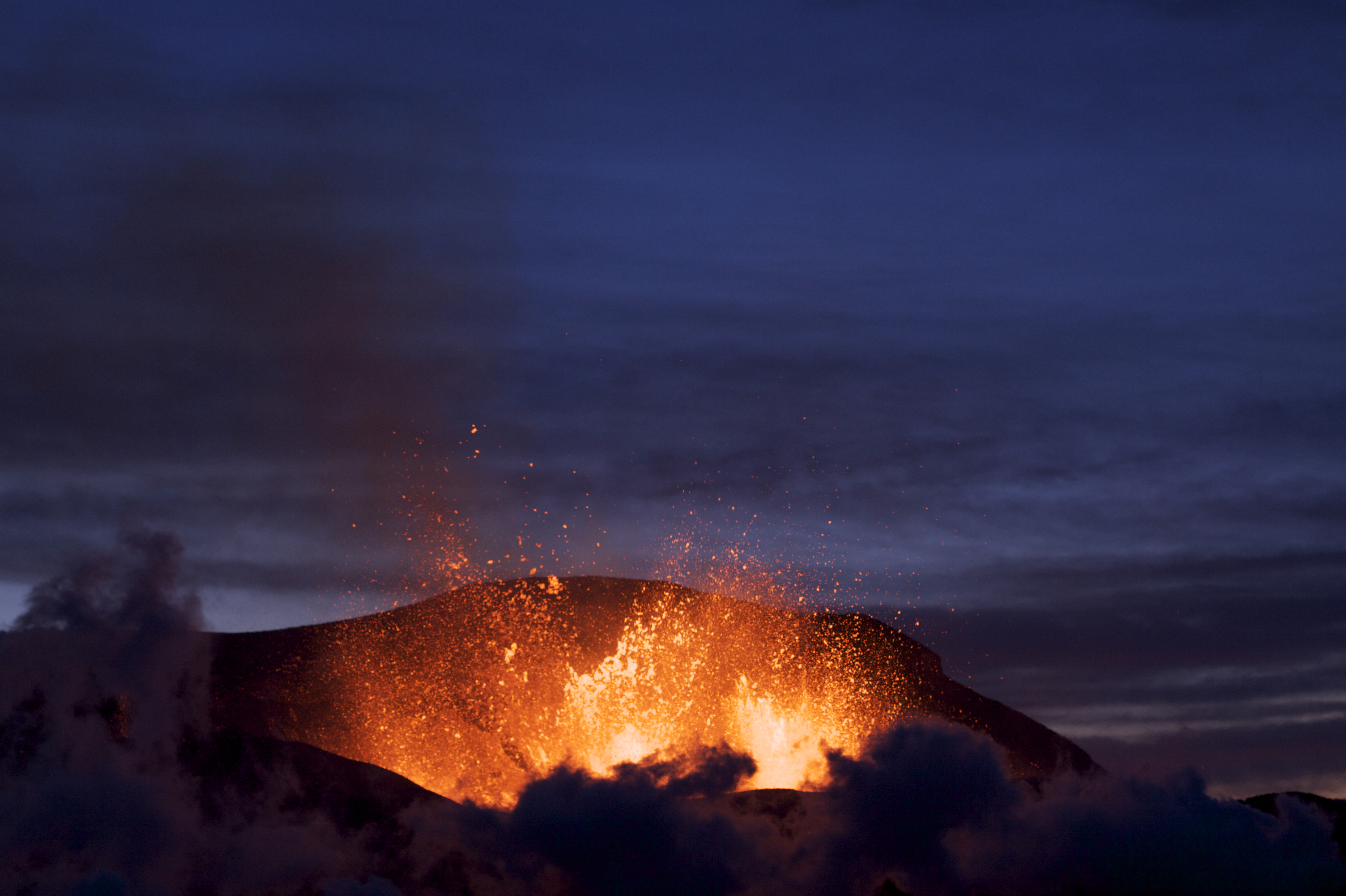
2010年3月25日的喷发

在2009年圣诞节前后，人们在该火山地区检测到一系列上千次的小型地震，其中大多数为黎克特制地震震級1─2级，震源在火山下方7─10公里深处。2010年2月26日，冰岛气象局记录了伴随有地壳扩张的一系列异常地震活动。地球物理学家认为这是地壳以下的岩浆被压入火山的岩浆室的证据，并且这一过程产生的压力导致了剧烈的地壳错位。地震活动持续增加，在3月3日至5日期间，以火山为震源的地震有近3000次被记录。
火山喷发始于2010年3月20日，喷发地点位于火山的顶部火口以东8公里的一个著名的登山区域。这一次火山喷发并未在冰川以下发生，规模也较一些专家预测的要小，但冰岛全国因此进入紧急状态。在短暂的休止后，火山于2010年4月14日再次喷发，产生的冰川融水向附近的河流泛滥，当局撤离了当地居民800人。这次喷发是爆炸性的，规模约为3月份喷发的10倍。这次喷发将火山灰抛至几千米的高空，并导致北欧多数国家关闭了其领空，造成了空中交通的混乱。

## 埃亚菲亚德拉冰盖与卡特拉火山
在最近的1000多年，埃亚菲亚德拉冰盖的火山曾于920年、1612年、1821年─1823年和2010年爆发。在前三次爆发中，每次该火山爆发之后，附近的另一冰川下火山卡特拉火山都随之喷发。至今为止，没有证据表明卡特拉火山一定会在邻近的埃亚菲亚德拉冰盖火山喷发后喷发。事实上，卡特拉火山较埃亚菲亚德拉冰盖火山更为活跃，并以其冰川下喷发的强大威力和比埃亚菲亚德拉冰盖火山系统大得多的岩浆室而出名。但是人们也不能完全排除这一可能性，并有专家认为卡特拉火山也会在2010年喷发中随后喷发，并由于冰川融化而导致大规模洪水。